# Torsten Wiesel
Torsten Nils Wiesel (født 3. juni 1924 i Uppsala) er en svensk neurofysiolog og læge. Han vandt Nobelprisen i fysiologi eller medicin i 1981.